# Scutisotoma
Genre
Scutisotoma est un genre de collemboles de la famille des Isotomidae.

## Liste des espèces
Selon Checklist of the Collembola of the World (version du 6 septembre 2019) :
- Scutisotoma acorrelata Potapov, Babenko & Fjellberg, 2006
- Scutisotoma ananevae (Babenko & Bulavintsev, 1992)
- Scutisotoma armeriae (Fjellberg, 1976)
- Scutisotoma baica Potapov, Babenko & Fjellberg, 2006
- Scutisotoma bengei Huang & Potapov, 2012
- Scutisotoma champi Soto-Adames & Giordano, 2011
- Scutisotoma christianseni (Stach, 1959)
- Scutisotoma dodecocellata Potapov, Babenko & Fjellberg, 2006
- Scutisotoma fjellbergi (Dunger, 1982)
- Scutisotoma indigirka Potapov, Babenko & Fjellberg, 2006
- Scutisotoma karadagi Potapov, Babenko & Fjellberg, 2006
- Scutisotoma kolymica Potapov, Babenko & Fjellberg, 2006
- Scutisotoma ladaki (Denis, 1936)
- Scutisotoma longisensilla Potapov, Babenko & Fjellberg, 2006
- Scutisotoma matalini Potapov, Babenko & Fjellberg, 2006
- Scutisotoma millimetrica Potapov, Babenko & Fjellberg, 2006
- Scutisotoma mishai de Mendonça & da Silveira, 2019
- Scutisotoma montana Potapov, Babenko & Fjellberg, 2006
- Scutisotoma muriphila (Grinbergs, 1968)
- Scutisotoma nicksmeti Potapov, Babenko & Fjellberg, 2006
- Scutisotoma oirota (Vilkamaa, 1988)
- Scutisotoma postertriplex Babenko & Potapov, 2012
- Scutisotoma potapovi Xie & Chen, 2008
- Scutisotoma robustodens Huang & Potapov, 2012
- Scutisotoma schisti Potapov, Babenko & Fjellberg, 2006
- Scutisotoma stachanoremi Potapov, Babenko & Fjellberg, 2006
- Scutisotoma stepposa (Martynova, 1975)
- Scutisotoma subarctica (Gisin, 1950)
- Scutisotoma tenuidentifera Potapov, Babenko & Fjellberg, 2006
- Scutisotoma tianshanica (Martynova, 1971)
- Scutisotoma titusi (Folsom, 1937)
- Scutisotoma tolerans (Babenko, 1994)
- Scutisotoma trichaetosa Huang & Potapov, 2012
- Scutisotoma variabilis (Gisin, 1949)

## Publication originale
- Bagnall, 1949 : Contributions toward a knowledge of the Isotomidae (Collembola). I-VI. Annals & Magazine of Natural History, sér. 12, vol. 1, p. 529-541.